# Matt Hamill
Matthew Stanley Hamill, detto Matt (Loveland, 5 ottobre 1976), è un lottatore di arti marziali miste e di lotta libera statunitense.
Sordo dalla nascita, Hamill è stato campione di lotta libera ai giochi olimpici silenziosi del 2001 e medaglia d'argento di lotta greco-romana nella medesima competizione; tra il 1997 e il 1999 è stato per tre volte campione nazionale NCAA della divisione III di lotta libera.
Attivo nelle MMA dal 2005, al momento è l'unico lottatore a poter vantare una vittoria su Jon Jones.

## Caratteristiche tecniche
Hamill si affida molto alle sue abilità nella lotta e nel Jiu jitsu brasiliano, sfruttando gli atterramenti del wrestling e la sua abilità nella lotta a terra.

## Biografia
Nato a Loveland, cittadina dell'Ohio, Matt ha iniziato a praticare lotta durante gli anni della high school, dove suo padre gli faceva da coach.
Finite le superiori ha frequentato il Rochester Institute of Technology di Rochester ma dopo tre anni si è trasferito all'Università Purdue, dove ha continuato a praticare lotta.
La sua storia ha ispirato il regista Oren Kaplan per il film biografico del 2010 The Hammer, incentrato sulla carriera da lottatore collegiale di Hamill, il protagonista che interpreta è Russell Harvard, che è anch'esso sordo.

## Carriera nelle arti marziali miste

### The Ultimate Fighter
Matt ha iniziato la propria carriera nelle arti marziali miste durante la terza stagione del reality show The Ultimate Fighter nella squadra allenata da Tito Ortiz: vinse il primo incontro preliminare contro Mike Nickels e arrivò fino in finale, da cui uscì vittorioso per KO contro Jesse Forbes.
Successivamente ha affrontato il concorrente dell'edizione precedente Seth Petruzelli nell'evento Ortiz vs Shamrock 3: The Final Chapter, vincendo per decisione unanime.

### Ultimate Fighting Championship
A UFC 68: The Uprising affrontò Rex Holman vincendo per KO tecnico durante il primo round. Successivamente, a Londra, all'evento UFC 75: Champion vs. Champion affrontò il britannico Michael Bisping e venne battuto per decisione unanime, anche se in seguito tale decisione venne giudicata controversa per via del fatto che l'incontro si era disputato nel paese d'origine di Bisping.
Fu successivamente stipulata una rivincita che doveva concludersi a UFC 78: Validation ma dove per via di un infortunio di Hamill fu annullata.

#### 2008-2011

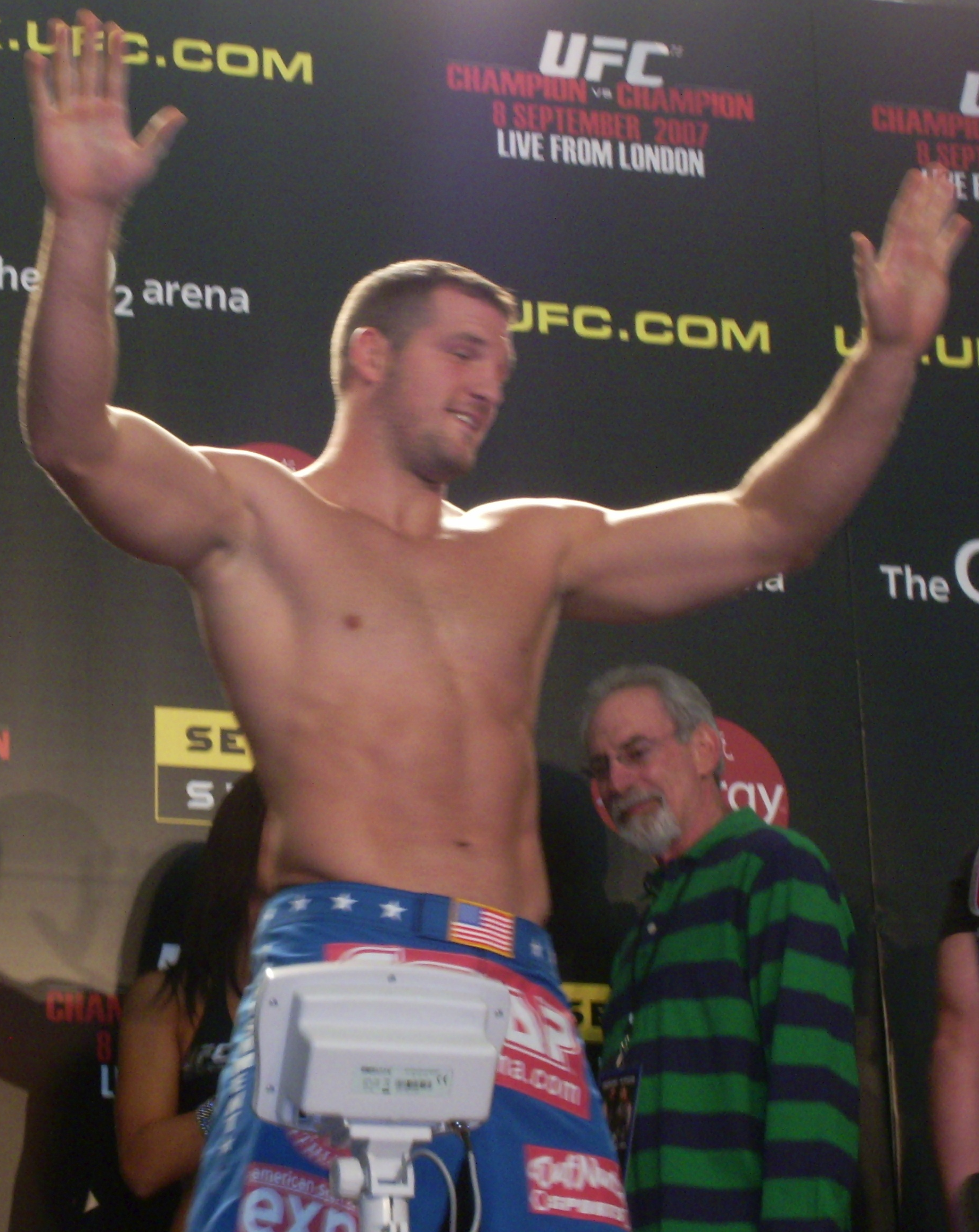
Matt Hamill durante una cerimonia del peso in UFC

Successivamente ha combattuto contro Tim Boetsch a UFC Fight Night: Florian vs. Lauzon dove ha trionfato per KO tecnico.
Grazie al suo record di 4-1 conquistò il diritto a combattere al Main Event di UFC 88: Breakthrough contro l'ex campione dei pesi medi Rich Franklin, dove perse per KO tecnico durante la terza ripresa.
Dopo tale sconfitta ottenne quattro vittorie di fila contro Reese Andy, il futuro top 10 dei pesi medi Mark Muñoz, il fuoriclasse assoluto e prossimo dominatore di categoria Jon Jones e Keith Jardine arrivando a un record di 9-2 (vittorie-sconfitte).
La decima vittoria arrivò contro l'ex campione Tito Ortiz a UFC 121: Lesnar vs. Velasquez il 23 ottobre 2010 per decisione unanime.
Durante il pay-per-view UFC 130: Rampage vs. Hamill è stato nominato come sostituto di Thiago Silva per combattere contro l'ex campione e nel ranking top 3 Quinton "Rampage" Jackson, uscendo sconfitto.

#### Il ritiro
Dopo la sconfitta contro Rampage ne è seguita un'altra contro Alexander Gustafsson a UFC 133: Evans vs. Ortiz, il quale subentrò all'infortunato Vladimir Matyushenko.
L'incontro dopo un primo round terminato in maniera equilibrata è finito a favore dello svedese grazie ad un montante. Dopo questo incontro, Matt a causa delle due sconfitte consecutive annunciò il suo ritiro: 
(MMA Weekly.com, 8 agosto 2011)
.

#### Il ritorno
Dopo un anno chiuso in ritiro, Matt tornò a combattere contro il debuttante Roger Hollett il 22 settembre 2012 a UFC 152: Jones vs. Belfort: Hamill vinse ai punti per decisione unanime dei giudici di gara.
Successivamente lottò a distanza di più di un anno in Brasile contro Thiago Silva, venendo sconfitto ai punti con i giudici che assegnarono tutti e tre i round all'avversario; in seguito a tale sconfitta Hamill venne licenziato dalla promozione.

### World Series of Fighting
Nel maggio 2014 Hamill rese noto di aver firmato un nuovo contratto con la promozione emergente World Series of Fighting.
Avrebbe dovuto esordire contro l'altro ex UFC Ronny Markes, ma un infortunio causò l'annullamento del match, e successivamente Hamill annunciò nuovamente il ritiro dalle MMA salvo poi ritirare il tutto nel 2015, quando la WSOF lo inserì in un torneo ad eliminazione valido per il titolo dei pesi mediomassimi.

### Venator FC
Nel febbraio 2016 firma per la federazione italiana Venator Fighting Championship per esordire nella gabbia italiana contro il veterano UFC, Bellator e Pride Sokoudjou a Venator III il 21 maggio 2016.
Ha poi continuato a combattere in varie federazioni indipendenti.

## Risultati nelle arti marziali miste
Gli incontri segnati su sfondo grigio si riferiscono ad incontri di esibizione non ufficiali o comunque non validi per essere integrati nel record da professionista.
| Risultato | Record | Avversario               | Metodo                         | Evento                                                   | Data              | Round | Tempo | Città                                 | Note                                                                              |
| --------- | ------ | ------------------------ | ------------------------------ | -------------------------------------------------------- | ----------------- | ----- | ----- | ------------------------------------- | --------------------------------------------------------------------------------- |
| Vittoria  | 13-8   | Chris Birchler           | Decisione (split)              | Maverick MMA 6                                           | 14 aprile 2018    | 3     | 5:00  | Pennsylvania, Stati Uniti             |                                                                                   |
| Vittoria  | 12-8   | Luiz Cané                | KO (pugni)                     | F2N: Fight2Night2                                        | 28 aprile 2017    | 1     | 0:38  | Foz do Iguaçu, Brasile                |                                                                                   |
| Sconfitta | 11-8   | Julian Marquez           | KO Tecnico (pugni)             | Combate Americas: Empire Rising                          | 14 ottobre 2016   | 1     | 1:22  | New York, Stati Uniti                 |                                                                                   |
| Sconfitta | 11-7   | Thierry Rameau Sokoudjou | KO (pugni)                     | Venator FC3: Palhares vs. Meek                           | 21 maggio 2016    | 1     | 0:37  | Milano, Italia                        |                                                                                   |
| Sconfitta | 11-6   | Vinny Magalhães          | Sottomissione (kneebar)        | WSOF 24: Fitch vs Okami                                  | 17 ottobre 2015   | 1     | 1:08  | Mashantucket Connecticut, Stati Uniti |                                                                                   |
| Sconfitta | 11-5   | Thiago Silva             | Decisione (unanime)            | UFC Fight Night: Maia vs. Shields                        | 9 ottobre 2013    | 3     | 5:00  | Barueri, Brasile                      |                                                                                   |
| Vittoria  | 11–4   | Roger Hollett            | Decisione (unanime)            | UFC 152: Jones vs. Belfort                               | 22 settembre 2012 | 3     | 5:00  | Toronto, Canada                       |                                                                                   |
| Sconfitta | 10–4   | Alexander Gustafsson     | KO Tecnico (pugni e gomitate)  | UFC 133: Evans vs. Ortiz                                 | 6 agosto 2011     | 2     | 3:34  | Filadelfia, Stati Uniti               |                                                                                   |
| Sconfitta | 10–3   | Quinton Jackson          | Decisione (unanime)            | UFC 130: Rampage vs. Hamill                              | 28 maggio 2011    | 3     | 5:00  | Las Vegas, Stati Uniti                |                                                                                   |
| Vittoria  | 10–2   | Tito Ortiz               | Decisione (unanime)            | UFC 121: Lesnar vs. Velasquez                            | 23 ottobre 2010   | 3     | 5:00  | Anaheim, Stati Uniti                  |                                                                                   |
| Vittoria  | 9–2    | Keith Jardine            | Decisione (maggioranza)        | The Ultimate Fighter: Team Liddell vs. Team Ortiz Finale | 19 giugno 2010    | 3     | 5:00  | Las Vegas, Stati Uniti                |                                                                                   |
| Vittoria  | 8–2    | Jon Jones                | Squalifica (gomitate illegali) | The Ultimate Fighter: Heavyweights Finale                | 5 dicembre 2009   | 1     | 4:14  | Las Vegas, Stati Uniti                | Vittoria dovuta a delle gomitate "12 to 6" (al tempo illegali) che lo mandano KO. |
| Vittoria  | 7–2    | Mark Muñoz               | KO (calcio alla testa)         | UFC 96: Jackson vs. Jardine                              | 7 marzo 2009      | 1     | 3:53  | Columbus, Stati Uniti                 |                                                                                   |
| Vittoria  | 6–2    | Reese Andy               | KO Tecnico (pugni)             | UFC 92: The Ultimate 2008                                | 27 dicembre 2008  | 2     | 2:19  | Las Vegas, Stati Uniti                |                                                                                   |
| Sconfitta | 5–2    | Rich Franklin            | KO Tecnico (calcio al corpo)   | UFC 88: Breakthrough                                     | 6 settembre 2008  | 3     | 0:39  | Atlanta, Stati Uniti                  |                                                                                   |
| Vittoria  | 5–1    | Tim Boetsch              | KO Tecnico (pugni)             | UFC Fight Night: Florian vs. Lauzon                      | 2 aprile 2008     | 2     | 1:25  | Broomfield, Stati Uniti               |                                                                                   |
| Sconfitta | 4–1    | Michael Bisping          | Decisione (non unanime)        | UFC 75: Champion vs. Champion                            | 8 settembre 2007  | 3     | 5:00  | Londra, Regno Unito                   |                                                                                   |
| Vittoria  | 4–0    | Rex Holman               | KO Tecnico (pugni)             | UFC 68: The Uprising                                     | 3 marzo 2007      | 1     | 4:00  | Columbus, Stati Uniti                 |                                                                                   |
| Vittoria  | 3–0    | Seth Petruzelli          | Decisione (unanime)            | Ortiz vs. Shamrock 3: The Final Chapter                  | 10 ottobre 2006   | 3     | 5:00  | Hollywood, Florida, Stati Uniti       |                                                                                   |
| Vittoria  | 2–0    | Jesse Forbes             | KO Tecnico (pugni)             | The Ultimate Fighter 3 Finale                            | 24 giugno 2006    | 1     | 4:47  | Las Vegas, Stati Uniti                | Debutto in UFC                                                                    |
| Vittoria  | NU     | Mike Nickels             | Decisione (unanime)            | The Ultimate Fighter 3                                   | 1º giugno 2006    | 2     | 5:00  | Las Vegas, Stati Uniti                | Torneo dei Pesi Mediomassimi TUF 3, Primo turno                                   |
| Vittoria  | 1–0    | Robert Hitte             | KO Tecnico (pugni)             | XFO 7: Outdoor War                                       | 27 agosto 2005    | 1     | 1:52  | Island Lake, Stati Uniti              |                                                                                   |

## Premi UFC
- Knockout of the Night (una volta)
- Fight of the Night (due volte)